# Shawn Bradley
Shawn Bradley é um ex jogador de basquete, nascido em 1972 na Alemanha. Ele jogou na NBA pelo Philadelphia 76ers e pelos Dallas Mavericks. Ele participou do Filme Space jam em 1996.
Devoto membro da Igreja de Jesus Cristo dos Santos dos Últimos Dias, passou dois anos a realizar trabalho missionário na Austrália depois do primeiro ano da Universidade de Brigham. Depois da missão, foi a segunda escolha do draft de 1993, com os Philadelphia 76ers, mas passou a maioria da carreira com os Dallas Mavericks.
Na sequência de um acidente de trânsito (um automóvel abalroou a sua bicicleta) em janeiro de 2021, fez uma lesão na espinal medula e encontra-se paraplégico.